# Polypedilum kunigamiense
Polypedilum kunigamiense är en tvåvingeart som beskrevs av Sasa och Hasegawa 1988. Polypedilum kunigamiense ingår i släktet Polypedilum och familjen fjädermyggor. Inga underarter finns listade i Catalogue of Life.